# Steve Kinch
Steve Kinch je baskytarista skupiny Manfred Mann's Earth Band. Stálým členem se stal v roce 1991, předtím se objevil jako studiový hráč na albu Criminal Tango z roku 1986. Účinkoval na živém albu Mann Alive, a studiových albech Soft Vengeance a 2006.
V letech 1980 až 1982 byl členem skupiny Hazel O'Connor a v roce 1984 hrál po krátkou dobu s Jimem Capaldim.